# Watertown (Tennessee)
Watertown is een plaats (city) in de Amerikaanse staat Tennessee, en valt bestuurlijk gezien onder Wilson County.

## Demografie
Bij de volkstelling in 2000 werd het aantal inwoners vastgesteld op 1358.
In 2006 is het aantal inwoners door het United States Census Bureau geschat op 1403, een stijging van 45 (3,3%).

## Geografie
Volgens het United States Census Bureau beslaat de plaats een oppervlakte van
3,2 km², geheel bestaande uit land. Watertown ligt op ongeveer 212 m boven zeeniveau.

## Plaatsen in de nabije omgeving
De onderstaande figuur toont nabijgelegen plaatsen in een straal van 20 km rond Watertown.